# Universidade de Colombo

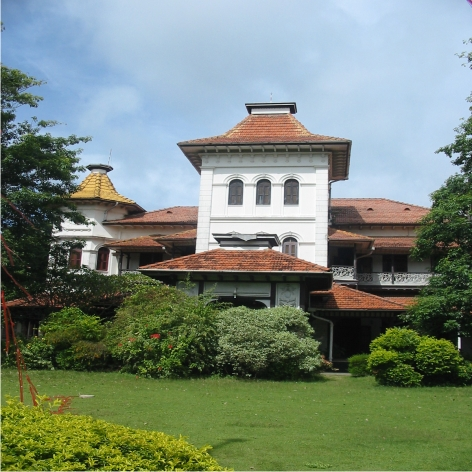

A Universidade de Colombo (em cingalês: කොළඹ විශ්වවිද්‍යාලය; em tâmil: கொழும்பு பல்கலைக்கழகம் ) ou UoC é uma universidade de pesquisa pública localizada principalmente na cidade de Colombo, no Sri Lanka. É a mais antiga e maior instituição de ensino superior do país, especializada nos campos das ciências naturais, ciências sociais e ciências aplicadas, bem como matemática, ciência da computação e direito. Está classificada entre as 10 melhores universidades da Ásia Meridional.